# Myotis thysanodes
Myotis thysanodes es una especie de murciélago de la familia Vespertilionidae.

## Distribución geográfica
Se encuentra en Canadá, México y Estados Unidos.